# گکوی مخملی مرمرین خلیج
گکوی مخملی مرمرین خلیج (نام علمی: Oedura bella) نام یک گونه از سرده گکوهای مخملی است.